# ISO 3166-1 alpha-2
Pour un article plus général, voir ISO 3166-1.

Une carte de l'Europe, avec les codes pays de l'ISO 3166-1 alpha 2 à la place des noms complets (les codes réservés CQ, EU et UK ne sont pas indiqués).

Les codes ISO 3166-1 alpha-2 sont des codes pays de deux lettres définis dans la norme ISO 3166 (partie ISO 3166-1) publiée par l'Organisation internationale de normalisation (ISO) pour représenter les pays, les territoires à souveraineté spéciale et les zones spéciales d’intérêt géographique. Ce sont les codes pays publiés par l'ISO les plus utilisés, ils sont utilisés notamment pour les domaines de premier niveau des pays sur Internet (il existe des exceptions). Ils ont été inclus dans la norme ISO 3166 lors de sa première édition en 1974.

## Utilisations
Les codes ISO 3166-1 alpha-2 sont utilisés dans différents environnements et font également partie d'autres normes. Dans certains cas, ils ne sont pas parfaitement appliqués.

### Applications parfaites
Les codes ISO 3166-1 alpha-2 sont utilisés dans les normes ou parties de normes suivantes :
- ISO 3166-2  —  Codes pour les noms des principales subdivisions des pays
- ISO 3901 — International Standard Recording Code
- ISO 4217 — Norme des devises
- ISO 6166 — Norme de valeurs mobilières International Securities Identifying Number (ISIN)
- ISO 7372 — Trade data interchange (Trade data elements directory)
- ISO 9362 — Codes SWIFT (identification des banques)
- ISO 9375
- ISO 13616 — Numéros de comptes bancaires internationaux
- UN/LOCODE — Code géographique élaboré et géré par la Commission économique des Nations unies
- IETF language tags

### Applications imparfaites
Depuis 1985, les codes ISO 3166-1 alpha-2 ont été utilisés sur Internet dans le Domain Name System comme domaines de premier niveau pour les pays. Les domaines de premier niveau correspondent généralement aux codes alpha-2 mais il y a quelques exceptions. Par exemple le Royaume-Uni, dont le code alpha-2 est « GB », utilise l'extension .uk au lieu de .gb comme domaine de premier niveau, le code « UK » (dans les codes ISO 3166-1) étant exceptionnellement réservé au Royaume-Uni.
Il existe d'autres applications imparfaites des codes ISO 3166-1 alpha-2, notamment des applications utilisées par la Commission européenne et l'Organisation des Nations unies.